# Nectopsyche adusta
Nectopsyche adusta is een schietmot uit de familie Leptoceridae. De soort komt voor in het Neotropisch gebied.